# ГЕС Тіс-Абай II
ГЕС Тіс-Абай II – гідроелектростанція в Ефіопії. Знаходячись перед Греблею Великого Ефіопського Ренесансу, разом з ГЕС Тіс-Абай І (11,4 МВт), становить верхній ступінь каскаду на Блакитному Нілі. 
За кілька десятків кілометрів після витоку з озера Тана Блакитний Ніл проходить через ділянку водоспаду Тіс-Исат, наявний на якому перепад висот з 1960-х років використовувала невелика ГЕС Тіс-Абай. У середині 1990-х на виході річки з Тани звели регулюючу греблю Чара-Чара, яка дозволила перетворити цю природну водойму на водосховище з корисним об’ємом 9,1 млрд м3 (коливання рівня між позначками 1784 та 1787 метрів НРМ) та забезпечити стабільну роботу розташованих нижче гідроенергетичних об’єктів не лише в сезон дощів.  
Невдовзі схему станції Тіс-Абай вирішили продублювати на потужнішому об’єкті. При цьому відремонтували вже наявну невелику споруду в річищі перед водоспадом, котра дозволяє спрямовувати достатній потік у прокладений по правобережжю дериваційний канал. Останній розширили для перепуску додаткового ресурсу, а за 0,7 км від початку, неподалік від машинного залу Тіс-Абай І, облаштували розгалуження. Звідси починається нова гілка каналу довжиною 1,5 км з шириною по дну від 16 до 17 метрів та глибиною 8,5 метра. Вона переходить у два напірні водоводи довжиною по 0,14 км з діаметром 4,6 метра.
Основне обладнання станції Тіс-Абай ІІ становлять дві турбіни типу Френсіс потужністю по 36,8 МВт, які використовують напір у 53,5 метра та забезпечують виробництво 359 млн кВт-год електроенергії на рік.
Видача продукції відбувається по ЛЕП, розрахованій на роботу під напругою 132 кВ.